# Erzbistum Mariana

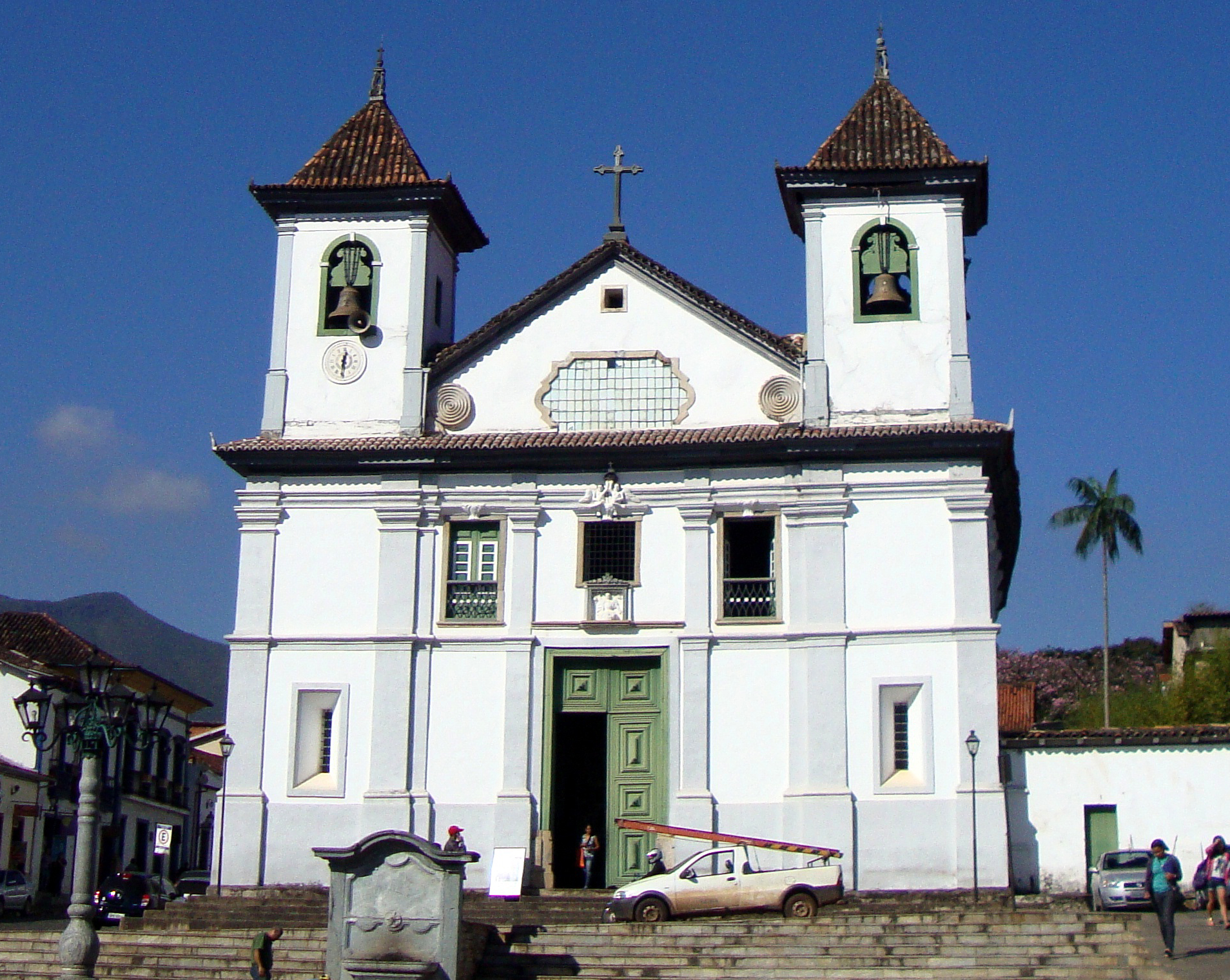
Kathedrale von Mariana

Regional CNBB Leste 2.

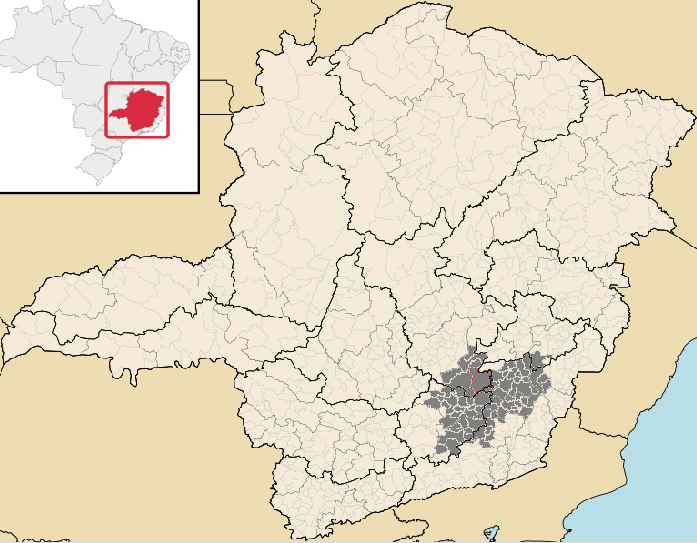
Erzbistum Mariana.

Das Erzbistum Mariana (lateinisch Archidioecesis Marianensis, portugiesisch Arquidiocese de Mariana) ist eine in Brasilien gelegene römisch-katholische Erzdiözese mit Sitz in Mariana im Bundesstaat Minas Gerais.

## Geschichte
Das Bistum Mariana wurde am 6. Dezember 1745 durch Papst Benedikt XIV. mit der Apostolischen Konstitution Candor lucis aeternae aus Gebietsabtretungen des Bistums São Sebastião do Rio de Janeiro als Bistum Mariana errichtet. Das Bistum Mariana wurde dem Erzbistum São Salvador da Bahia als Suffraganbistum unterstellt. Es war bei seiner Gründung die nach ihrer Fläche sechstgrößte Jurisdiktion Brasiliens.
Am 6. Juni 1854 gab das Bistum Mariana Teile seines Territoriums zur Gründung des Bistums Diamantina ab. Das Bistum Mariana wurde am 27. April 1892 dem Erzbistum São Sebastião do Rio de Janeiro als Suffraganbistum unterstellt. Am 4. August 1904 gab das Bistum Mariana Teile seines Territoriums zur Gründung des Bistums Pouso Alegre ab.
Das Bistum Mariana wurde am 1. Mai 1906 durch Papst Pius X. mit der Apostolischen Konstitution Sempiternam humani generis zum Erzbistum erhoben. Am 18. Juli 1918 gab das Erzbistum Mariana Teile seines Territoriums zur Gründung des Bistums Aterrado ab. Weitere Gebietsabtretungen erfolgten am 11. Februar 1921 zur Gründung des Bistums Belo Horizonte, am 1. Februar 1924 zur Gründung des Bistums Juiz de Fora, am 28. März 1942 zur Gründung des Bistums Leopoldina, am 21. Mai 1960 zur Gründung des Bistums São João del Rei und am 14. Juni 1965 zur Gründung des Bistums Itabira.

## Ordinarien

### Bischöfe von Mariana
- Manoel da Cruz Nogueira OCist, 1745–1764
- Joaquim Borges de Figueroa, 1771–1773, dann Erzbischof von São Salvador da Bahia
- Bartolomeu Manoel Mendes dos Reis, 1773–1778
- Domingos da Encarnação Pontevel OP, 1779–1795
- Cypriano de São José OFM, 1797–1817
- José da Santíssima Trindade Leite OFM, 1819–1835
- Carlos Pereira Freire de Moura, 1840
- Antônio Ferreira Viçoso CM, 1844–1875
- Antônio Maria Corrêa de Sá e Benevides, 1877–1896
- Silvério Gomes Pimenta, 1897–1906

### Erzbischöfe von Mariana
- Silvério Gomes Pimenta, 1906–1922
- Helvécio Gomes de Oliveira SDB, 1922–1960
- Oscar de Oliveira, 1960–1988
- Luciano Pedro Mendes de Almeida SJ, 1988–2006
- Geraldo Lyrio Rocha, 2007–2018
- Airton José dos Santos, seit 2018